# 告白 (2010年の映画)
『告白』（こくはく）は、2010年の日本映画。湊かなえによる同名のベストセラー小説の映画化作品である。監督は中島哲也、主演は松たか子による。2010年6月5日に配給東宝で公開された。

## 概要
娘を殺された中学校教師が生徒を相手に娘の死の真相に迫っていくミステリー映画。少年犯罪や家庭内暴力、イジメなど、過激な内容や描写で映倫からR15+指定を受けた。設定の関係上、キャストには15歳未満の者も多く含まれていたが、上記の理由により該当者は公開後に自分が出演した本作を観ることができなかった。第34回日本アカデミー賞では4冠を達成し、2010年度に日本国内で公開された日本映画の興行収入成績で第7位となるなど、興行的にも成功を収めた。また、映画の脚本を元にしたコミック版も発売されている。

## あらすじ
とある中学校の1年B組、終業式後の雑然としたホームルームで、教壇に立つ担任の森口悠子が静かに語り出す。「わたしは、シングルマザーです。わたしの娘は、死にました。警察は、事故死と判断しました。でも事故死ではありません。このクラスの生徒に殺されたんです。｣
森口は、妊娠後に婚約予定だった桜宮正義のHIV感染が判明したことで結婚はしなかったと語り、娘を殺した犯人は2人いるが名前は明かさずそれぞれ少年A・少年Bと呼んだ。少年Aが学校のプールサイドにいた娘を電気ショックによって気絶させたこと、その後居合わせた少年Bが気絶した娘をプールへ投げ入れ殺害したこと、その事実を警察へ伝えて蒸し返す気はないことなどを語る。犯人2人には「命」をしっかりと噛み締めてほしいということを告げると教室は騒然となった。

## 登場人物・キャスト
森口 悠子（もりぐち ゆうこ）
演 - 松たか子
シングルマザーの教師。生徒と必要以上に親しく接しないように心がけており、一部を除いた生徒からの評価は芳しくない。
妊娠中に婚約者である桜宮のHIV感染が判明し、生まれてくる子供に苦労をかけたくないという桜宮の意向に沿い、結婚はしなかった。その後生まれた娘の愛美が自身の勤務する学校のプールで溺死し、警察は事故として処理したものの、後にこれが故意の殺人であると気づき、犯人に対して復讐を企てる。

寺田 良輝（てらだ よしき）
演 - 岡田将生
新年度になり森口の代わりにB組の担任となった教師。ニックネームはウェルテル（良 "well" 輝〈てる〉が由来）。生徒をニックネームで呼び、自分のこともウェルテルと呼ぶよう生徒に求める。桜宮の熱狂的な信者で、彼に憧れて教師になった。

下村 優子（しもむら ゆうこ）
演 - 木村佳乃
少年Bこと下村直樹（しもむら なおき, 演 - 藤原薫）の母親。典型的な教育ママで、過保護過ぎる上に神経質。森口が下村家を訪問し、愛美の死について直樹の関与を語った際は、愛美ではなく息子の直樹のことを｢可哀想｣と憐れんでいた。
終業式以来、精神が錯乱し引きこもりになった息子を守ろうと奮闘する。

森口 愛美（もりぐち まなみ）
演 - 芦田愛菜
森口の一人娘。森口が勤務する学校の生徒達（特に女子生徒）に可愛がられていた。
職員会議のある水曜日だけは森口の退勤が遅くなるため、一旦保育所から引き取られて中学校の保健室に預けられていた。学校の隣にある竹中家の飼い犬にプールサイドからよくパンの切れ端を与えていた。ある日、職員会議から戻った森口が保健室に愛美がいないことに気付き、捜索の結果プールでうつ伏せのまま浮いて亡くなっているのが発見された。
桜宮 正義（さくらのみや まさよし）
演 - 山口馬木也
学生や同業者から支持される男性教師。
若い頃は不良で、教師となるまでは世界中を放浪するなどし、荒れた生活を送っていた。その頃にHIVに感染していたと思われる。
「世直しやんちゃ先生」の名で広く知られており、メディア露出や書籍の発表など活躍は多岐にわたる。森口と婚約後にHIV感染が判明したため、結婚を取りやめる。
戸倉（とくら）
演 - 高橋努
森口の同僚教師。
学校のルールに基づき、森口の代わりに交番へ直樹を迎えに行ったが、これが直樹の森口への逆恨みの原因となった。
渡辺修哉の母
演 - 黒田育世
少年Aこと渡辺修哉（わたなべ しゅうや, 演 - 西井幸人）の母親は、将来を嘱望された、優秀な電気工学者だった。
妊娠・出産によって学問を断念した思いを託して、修哉が幼いうちから時計を分解させたり英才教育を施そうとするが、父親に似たのか、息子が自分が期待するほどの能力を持っていないことに次第に苛立ちを覚え、虐待に近い行為に走るようになる。完全に修哉を見限ってからは離婚して大学の研究室で准教授として働く。

渡辺修哉の父
演 - 新井浩文
電気屋を経営。修哉を生んだ妻と別れ、再婚する。新しい妻との間に子供が生まれたことで修哉を遠ざけるようになる。
修哉からは、優秀だった母と比べて劣った人間だと内心馬鹿にされている。
渡辺修哉の継母
演 - 山田キヌヲ
「赤ちゃんがうるさいから勉強の邪魔でしょう？」という口実で、離れた場所に修哉の勉強部屋を作ることを提案し、修哉を遠ざける。
修哉は彼女のことも父同様に内心馬鹿にしている。
瀬口教授
演 - 鈴木惣一朗
修哉が認めて欲しいと思っている電気工学の権威で、離婚した修哉の母親の再婚相手。修哉の｢認めて欲しい｣という気持ちは母親も彼を尊敬していたという理由に由来するものであり、母親の気を惹きたいがために湧き上がった感情であった。
教授の教え子
演 - 金井勇太
竹中
演 - 二宮弘子
中学校の隣の家に暮らす年配の女性。
森口は当初愛美を竹中に預けていたが、彼女が体調を崩したことで預けられなくなり、保育所に預け、職員会議で退勤が遅くなる水曜日には、中学校の保健室へ預けるようになった。
学年主任
演 - ヘイデル龍生
テレビの声
演 - 山野井仁
B組の生徒（並びは、役名の50音順）
※役名隣の括弧は「あだ名：所属部」
男子
- 阿部 翔太（ポニー：吹奏楽部） - 大倉裕真
- 上矢 俊介（シュン：バスケットボール部） - 大迫葵
- 神山 聡（カミやん：バスケットボール部） - 中島広稀
- 神崎 唯（ザッキー：ハンドボール部） - 清水尚弥
- 北野 和真（カズ：帰宅部） - 前田輝
- 下村 直樹（少年B）（ナオキ：元テニス部） - 藤原薫
- 杉浦 淳（スギジュン：卓球部） - 倉田伊織
- 高橋 弘輝（タカ：サッカー部） - 草川拓弥
- 田中 亮（タナッチ：サッカー部） - 樺澤力也
- 中西 健斗（ねー坊：バスケットボール部） - 根本一輝
- 引田 和敬（センパイ：バスケットボール部） - 三村和敬
- 藤崎 賢太郎（ケン：バスケットボール部） - 清水元揮
- 星野 祐介（ホッシー：陸上部） - 一井直樹
- 前川 優真（マエッチ：野球部） - 井之脇海
- 水野 雄土（ミズ：サッカー部） - 田中雄土
- 村川 新也（シン：バドミントン部） - 天見樹力
- 渡辺 修哉（少年A）（ナベ：帰宅部） - 西井幸人

女子
- 芦沢 花（アッシー：演劇部） - 知花
- 石野 美優（ミユー：帰宅部） - 伊藤優衣
- 大谷 梨紗（リサポン：手芸部） - 近藤真彩
- 大原 友衣（ユッコ：テニス部） - 柿原未友
- 小川 桃果(モモ：バレーボール部） - 加藤果林
- 北原 美月（ミヅホ：バドミントン部） - 橋本愛
- 桐谷 修花（キリコ：美術部） - 能年玲奈
- 佐々木 真樹（マッキー：体操部） - 栗城亜衣
- 高瀬 茜（アンネ：美術部） - 加川ゆり
- 土田 綾香（アヤ：テニス部） - 三吉彩花
- 内藤 由香里（ユカリン：元陸上部） - 山谷花純
- 中谷 美咲（ミーちゃん：読書文芸部） - 沖高美結
- 西山 かな（ニシカナ：テニス部） - 岩田宙
- 野口 加奈子（グッさん：吹奏楽部） - 斉藤みのり
- 野中 あすか（ノッチ：体操部） - 吉永アユリ
- 林 咲来（サクちゃん：バレーボール部） - 古橋美菜
- 日野 遥名（ハル：美術部） - 奏音
- 福山 恭佳（フクキョン：バスケットボール部） - 佳代
- 松川 早紀（サキンチョ：水泳部） - 野本ほたる
- 三浦 瑠菜（ルーナ：バレーボール部） - 刈谷友衣子

## スタッフ
- 監督・脚本：中島哲也
- 原作：湊かなえ『告白』（双葉社刊）
- 製作：島谷能成、百武弘二、吉田眞市、鈴木ゆたか、諸角裕、宮路敬久、北川直樹、喜多埜裕明、大宮敏靖
- エグゼクティブ・プロデューサー：市川南、塚田泰浩
- 企画：川村元気
- プロデューサー：石田雄治、鈴木ゆたか、窪田義弘
- ラインプロデューサー：加藤賢治
- キャスティング：黒沢潤二郎
- 撮影：阿藤正一、尾澤篤史
- VE：千葉清美
- 照明：高倉進
- 録音：矢野正人
- 編集：小池義幸
- 美術：桑島十和子
- 装飾：西尾共未
- 記録：長坂由起子
- 監督補：宮野雅之
- 助監督：水元泰嗣、山田一洋、滝本憲吾、阪本武仁
- スタイリスト：申谷弘美
- チーフ・ヘアメイク：山崎聡
- タンバリン指導：ゴンゾー
- ビジュアルエフェクツスーパーバイザー：柳川瀬雅英
- ビジュアルエフェクツプロデューサー：土屋真治
- CGディレクター・CGプロデューサー：増尾隆幸
- CG：オムニバス・ジャパン、ルーデンス
- 特殊メイク：百武朋
- アクション：山田一善、平木ひとみ
- カースタント：野呂慎治
- 音楽プロデューサー：金橋豊彦
- 主題歌：レディオヘッド「Last Flowers」
- 挿入歌：AKB48「RIVER」（キングレコード）
- 製作プロダクション：東宝映像制作部、リクリ
- 製作：「告白」製作委員会（東宝、博報堂DYメディアパートナーズ、フェイス・ワンダワークス、リクリ、双葉社、日本出版販売、ソニー・ミュージックエンタテインメント、TSUTAYAグループ）
- 配給：東宝

## 製作
映画化に当たって本作の監督である中島は脚色も担当し、ストーリーの時系列が原作とは異なっている。廃校となった栃木県立芳賀高等学校がロケ地として使われ、同校体育館ではクライマックスの終業式のシーンが撮影された。その他、作中に登場した「日本工科大学理工学部」は群馬県の昭和庁舎で撮影されている。舎内では爆破シーンも撮影されたが、歴史ある建物ゆえに火薬などを使った撮影は許可が下りず、ブルーシートを張ってコンピュータグラフィックスを使っての撮影となった。
公開初日の2010年6月5日限定でテレビCMの中で松が泣きながら犯人生徒の髪を鷲掴みにし「あなたの更生はこれから始まるの」と鬼の形相で迫る本作のラストシーンが放送されたが、ラストシーンを映画の宣伝CMに使用するのは異例のことであり、中島はネタバレを恐れて「ここまでやらなきゃいけないのか」と不安をもらした。また、配給の東宝には米ハリウッド3社からリメイクのオファーがあり、アイルランド、香港、台湾への配給も決定された。

## 評価・影響
全国266スクリーンで公開され、2010年6月5-6日初日2日間で興収2億6,983万5,200円、動員は19万4,893人になり映画観客動員ランキング（興行通信社調べ）で初登場第1位となった。実写日本映画作品の首位獲得は2009年10月の『僕の初恋をキミに捧ぐ』以来となる。さらに口コミの影響もあり、興行収入が公開第2週土日2日間で20万523人、第3週で21万102人、第4週で21万888人と3週連続前週比越えとなる4週連続ランキング第1位を樹立。公開16日間で119万4,344人と100万人突破し、さらに公開23日間の累計興収が21億6,472万2,900円と20億円を超え、公開第8週目で35億円を突破するという予想外ともいえる大ヒットとなった。最終興収は38.5億円になり、2010年度に日本で公開された日本映画の興行収入成績で第7位となった。台湾でも2010年度興行収入邦画第1位。
2011年1月19日、第83回米アカデミー賞外国語映画賞の第1次選考の9作品に残ったものの、最終ノミネートは逃した。
『キネマ旬報』誌選出の「2010年度日本映画ベストテン」では2位、第34回日本アカデミー賞では最優秀作品賞・最優秀監督賞・最優秀脚本賞・最優秀編集賞を受賞した。一方、『映画芸術』誌選出の「2010年度日本映画ベストテン&ワーストテン」ではワースト1位に選出された。
映画公開後、原作である小説『告白』が再び注目を浴び、大きな売上となった。双葉社は、2010年4月、映画化に合わせるかたちで文庫本を出版し、それのみで約200万部のベストセラーとなったほか、Amazon.co.jpが発表した「2010年上半期Booksランキング・文庫（文芸）」では、販売期間がわずか2か月であったにもかかわらず、1位に輝いた。

### 受賞歴
- 第14回プチョン国際ファンタスティック映画祭審査員特別賞（2010年7月23日）[19]
- 第83回アカデミー賞 外国語映画賞部門・日本代表作品（2010年9月選考）。第1次選考の9作品に残ったが[20]、本選ノミネート5作品には選ばれなかった[16]。
- 第35回報知映画賞 監督賞[21]
- 第84回キネマ旬報ベスト・テン 日本映画ベスト・テン第2位（2011年1月12日）[17]
- 2011年エランドール賞 作品賞 [映画部門]（TV Taro賞）[22]
- 第53回ブルーリボン賞 作品賞・助演女優賞[23]
- 第34回日本アカデミー賞 最優秀作品賞・最優秀監督賞・最優秀脚本賞・最優秀編集賞（2011年2月18日）[3][24]
- 第2回日本シアタースタッフ映画祭 主演女優賞[25]
- 映画館大賞2011 第1位[26]

## 関連商品

### ソフト化
2011年1月28日発売。発売・販売元は東宝。TSUTAYAのDVDレンタルランキングでは、2011年の年間トップになった。

### サウンドトラック
2010年5月26日にオリジナルサウンドトラックが発売。主題歌を歌うレディオヘッド、挿入歌を歌うAKB48、BORISをはじめとしたさまざまなアーティストが参加した作品となった。

## コミック版
2010年（平成22年）、映画の公開に際して、その脚本をベースに漫画化された。双葉社の漫画雑誌『JOURすてきな主婦たち』2010年3月号から6月号掲載分が初出である。

### 書誌情報
- 湊かなえ原作、木村まるみ作画、2010「告白」製作委員会企画協力 『［コミック版］告白』 双葉社、全1巻
  - 2010年5月18日発行（2010年5月15日発売）、ISBN 978-4-575-30225-7